# El cholo Juanito y Richard Douglas
El cholo Juanito y Richard Douglas es el nombre artístico de un popular dúo cómico peruano conformado por Raúl Cconcha Quispe (Puno, 29 de septiembre de 1983) y Richard Enríquez Ventura (Cuzco, 13 de octubre de 1978) originado en la ciudad de  Juliaca en 2003. Lograron su internacionalización en Bolivia donde destacó su participación en la campaña presidencial del presidente Evo Morales. Este teatro al aire libre basado en entretenimiento familiar se extendió en una serie de televisión.
Enríquez hace el papel de Richard Douglas, hombre criollo urbano que aparentemente tiene más mundo; y Cconcha el del Cholo Juanito, hombre pueblo recién llegado a la gran ciudad. Sin embargo, entre chiste y chiste Juanito demuestra que tiene más suspicacia que su amigo Richard.

## Trayectoria

### Comienzos del dúo
En un principio Cconcha y Enríquez vendían golosinas. Ellos hacían ruedos en las plazas y mercados en la ciudad del Cuzco para trabajar. Ambos estudiaron teatro en Cusco, pero se conocieron en Juliaca.
En sus inicios el dúo no tenía más marketing publicitario que el generado a través del comercio informal de sus producciones en DVD en el año 2000. Según una grabación explica dónde se origina:

- Richard: Oye, cholito ¿tú sabes quién es mi padrino?

- Juanito: ¡Nooooooo!

- Richard: ¡Fujimoriiiii!

- Juanito: ¡Ajá! Éste siempre metido con ladrones... Y vos, ¿sabes quién es el Evo Morales?

- Richard: Sí, claro, es el dirigente cocalero de Bolivia...

- Juanito: ¡Es mi papá!

Ambos dicen haberse sorprendido con su éxito en Bolivia, a tal punto que no podían caminar en la calle, debido a que la gente los paraba constantemente para pedirles autógrafos.

### Popularidad
Marco Rosales Echazú, un boliviano radicado hace 20 años en los Estados Unidos, de paso por Bolivia dice haber visto los vídeos del Cholo Juanito y Richard Douglas en todos lados y fue testigo de cómo la gente se agolpaba para verlos en los bares y en los restaurantes. "Me canse de verlo y al final me compre el DVD" dice Marco con su acento neoyorquino hispano. Y agrega que grande fue su sorpresa, al ver que en el estado de Virginia, varios residentes bolivianos tenían el mismo DVD. "Es que es la moda de esta temporada en Bolivia, no se podía obviar", dice Marco que resalta que el material tiene buen sonido y está editado profesionalmente.
En 2009 llegaron a Caranavi, una ciudad al norte de La Paz, donde se presentaron en el estadio Orlando Quiroga ante cerca de 2000 espectadores que presenciaron las escenas de los cómicos peruanos. Luego de la presentación salieron por las calles muy sencillos tomándose fotos con el público a pesar de la fama que habían cosechado.
Debido a su gran éxito, se presentaron en Buenos Aires e hicieron una sola función. Actuaron en el estadio de Huracán frente a tres mil personas. Para algunos empresarios fue una cantidad importante debido a que ese mismo día había varios eventos alternativos dentro la colectividad boliviana y peruana en Buenos Aires.
En las promociones previas a su actuación, las veces que fueron invitados a programas radiales dirigidos a la colectividad boliviana, la gente llegaba hasta las radios para pedir un autógrafo y tomarse una foto con el dúo.
En 2010 fueron parte de El Cholo Juanito y Richard Douglas en la vecindad, una miniserie que fue transmitida por Panamericana Televisión.
Desde el 2019 suben videos a la plataforma YouTube, donde tienen millones de vistas.

### Música
En este dúo los papeles están bien asignados y para muchos sus chistes solo resultan buenos si son contados por ellos ya que la gesticulación de ambos, en especial la del Cholo Juanito, le añade mucha gracia a su actuación.
Richard Douglas toca ritmos peruanos y bolivianos con el arpa y mientras que el cholo Juanito canta y baila demostrando sus habilidades para el zapateo peruano y las marineras. De pronto Juanito hace un alto en el show y al azar selecciona personas de entre el público para bailar, especialmente cholitas. La fórmula de esa improvisación da como resultado una escena cómica que bien puede servir de ejemplo ante el prejuicio social; ya que sin importar el origen o el acento lo importante es mostrarse y generar las risas de todos por igual.

## Premios y reconocimientos
| Año  | Galardón | Galardón           | Otorgado por | Razón                                                                |
| ---- | -------- | ------------------ | ------------ | -------------------------------------------------------------------- |
| 2019 |          | Silver Play Button | YouTube      | Por la cantidad de cien mil suscriptores en su canal de YouTube.     |
| 2021 |          | Golden Play Button | YouTube      | Por la cantidad de un millón de suscriptores en su canal de YouTube. |